# Oscar Emanuel Warburg
Oscar Emanuel Warburg (1876 - 1937 ) fue un militar, y naturalista inglés, que gustaba de la jardinería, y junto con su hijo Edmund Warburg publicaron un artículo de Cistus, en "Journal of the Royal Horticultural Society", en 1930.

## Algunas publicaciones
- Warburg, EF; OE Warburg. 1930. A preliminary study of the genus Cistus. JI. R. Hort Soc., 55, 1-52
- ----; OE Warburg. 1933. Oaks in cultivation in the British Isles. JI. R. hort Soc., 58, 171-188

- La abreviatura «O.E.Warb.» se emplea para indicar a Oscar Emanuel Warburg como autoridad en la descripción y clasificación científica de los vegetales.[1]

## Fuente
- Desmond, R. 1994. Dictionary of British & Irish Botanists & Horticulturists includins Plant Collectors, Flower Painters & Garden Designers. Taylor & Francis & The Natural History Museum, Londres.